# Eriinae
Eriinae – podplemię roślin z rodziny storczykowatych (Orchidaceae). Obejmuje 30 gatunków występujących w Afryce, Azji oraz Australii i Oceanii.

## Systematyka
Podplemię sklasyfikowane do plemienia Podochileae z podrodziny epidendronowych (Epidendroideae) w rodzinie storczykowatych (Orchidaceae), rząd szparagowce (Asparagales) w obrębie roślin jednoliściennych.
Wykaz rodzajów
- Aeridostachya (Hook.f.) Brieger
- Appendicula Blume
- Ascidieria Seidenf.
- Bambuseria Schuit., Y.P.Ng & H.A.Pedersen
- Bryobium Lindl.
- Callostylis Blume
- Campanulorchis Brieger
- Ceratostylis Blume
- Chilopogon Schltr.
- Conchidium Griff.
- Cryptochilus Wall.
- Cylindrolobus Blume
- Cyphochilus Schltr.
- Dendrolirium Blume
- Dilochiopsis (Hook.f.) Brieger
- Epiblastus Schltr.
- Eria Lindl.
- Mediocalcar J.J.Sm.
- Mycaranthes Blume
- Notheria P.O'Byrne & J.J.Verm.
- Oxystophyllum Blume
- Pinalia Lindl.
- Poaephyllum Ridl.
- Podochilus Blume
- Porpax Lindl.
- Pseuderia Schltr.
- Sarcostoma Blume
- Stolzia Schltr.
- Strongyleria (Pfitzer) Schuit., Y.P.Ng & H.A.Pedersen
- Trichotosia Blume